# Oropactes pilosus
Oropactes pilosus is een pissebed uit de familie Eubelidae. De wetenschappelijke naam van de soort is voor het eerst geldig gepubliceerd in 1982 door Ferrara & Taiti.